# Corroy-le-Grand
Pour les articles homonymes, voir Corroy.
Corroy-le-Grand (en wallon Côroe-l'-Grand) est une section de la commune belge de Chaumont-Gistoux située en Région wallonne dans la province du Brabant wallon.
C'était une commune à part entière jusqu'à la fusion avec Chaumont-Gistoux par la loi de fusion des communes de 1977.

## Géographie
Hameaux et dépendances : Vieux-Sart ou Vieusart, Louvrange, Almez, Laid-Burniau, Bloquia, Tombalettes, Villers, Baraque.
Le Train, affluent de la Dyle, donc sous-affluent de l'Escaut par le Rupel, prend sa source à Corroy et traverse les localités de Gistoux (Chaumont-Gistoux), Bonlez, Grez-Doiceau et Archennes où il se jette dans la Dyle.
Le Pisselet est un ruisseau, affluent de la Dyle, donc sous-affluent de l'Escaut par le Rupel. Prenant sa source à Vieusart (Chaumont-Gistoux), le Pisselet traverse les villages de Dion-le-Mont, Dion-le-Val, Doiceau et Gastuche (Grez-Doiceau) où il se jette dans la Dyle.
Le 13 juillet 2021, le Train et le Pisselet débordent. Les pompiers du Brabant wallon comptabilisent 90 interventions sur le coup de 22 h 30, surtout dans les communes de Chaumont-Gistoux et d'Ottignies-Louvain-la-Neuve.

## Démographie
- Sources:INS, Rem:1831 jusqu'en 1970=recensements, 1976= nombre d'habitants au 31 décembre

## Histoire
La seigneurie de Corroy avait son siège en la ferme-château fortifiée, qui devint possession de Jeanne de Croÿ et de Charles de Rolly en 1610. D'importants travaux furent menés durant ce siècle, dont la reconstruction de la demeure principale autrefois millésimée « 1638 » (cartouche replacé dans la remise à chariot). Rachat du domaine en 1702 par J.-N. de Beeckman, seigneur de Vieusart.
Au XVIIIe siècle, le château perd son caractère de siège seigneurial, établi désormais à Vieusart et le fermier occupe dès lors la demeure principale. Les dépendances agricoles présentes aujourd'hui sont construites dans la 2e moitié du XVIIIe siècle et au début du XIXe siècle, avec quelques remaniements ultérieurs
À partir de 1852, 15 000 personnes provenant pour la plupart des alentours de Gembloux et de Wavre, émigrèrent vers le Wisconsin, aux États-Unis, mais la mortalité fut importante à bord des bateaux. La première vague d'immigrants partit de la commune voisine Grez-Doiceau pour s'établir à Robinsonville-Champion. Leurs descendants sont actuellement au nombre de 20 000; rares sont les jeunes qui parlent encore le wallon, mais la conscience des origines belges est encore bien vivace. Les jeunes descendants de ces Wallons restent très attachés à ce passé et ont créé un centre pour préserver cet héritage. Le réalisateur Xavier Istasse en a fait un film documentaire "Les Wallons du Wisconsin" visible aussi sur YouTube.
Juillet 1866 : Pic de l'épidémie de choléra en Wallonie, la dernière mais la plus violente. Les épidémies de choléra de 1832-1833 et de 1848 sont encore présentes dans la mémoire collective lorsque survient la dernière grande pandémie qui provoque des décès en Europe, en particulier en pays wallon. Présente en Europe dès 1865, l’épidémie commence à se répandre à travers le pays wallon à partir du mois de juin 1866. Elle atteint son pic en juillet avant de disparaître avec l’hiver. On enregistre plus de 350 décès en Brabant wallon, près de 8500 à Liège (soit un décès pour 66 habitants), et plus de 43000 en Belgique. Si les chiffres sont impressionnants et si l’épidémie marque les esprits par sa fulgurance, il ne faut pas oublier que les endémies comme la syphilis, la variole ou la tuberculose sont permanentes et provoquent une mortalité tout aussi élevée. Après 1866, il n’y aura plus d’épidémie de choléra en Wallonie.

## Patrimoine et culture

### Patrimoine architectural
- L’église Saint-Étienne, construite en style classique à la fin du XVIIIe siècle, abrite un très bel orgue classé. L’instrument se trouvait à l’origine au prieuré augustin de l'abbaye du Rouge-Cloître à Auderghem et y fut placé en 1755. Il fut vendu à la paroisse de Corroy-le-Grand et installé dans l’église en 1784. Entièrement reconstruit en 1859, il est restauré en 1969. Le buffet est toutefois encore aujourd’hui d’origine et est l’œuvre du facteur d'orgues Jean-Baptiste Goynaut  (Condé-sur-l'Escaut, 1725 - 20 mai 1780), connu pour l'orgue de l'Église Notre-Dame du Sablon de Bruxelles, élève de Jean-Baptiste Forceville (connu pour l'orgue de la Cathédrale Saints-Michel-et-Gudule de Bruxelles). Situé sur la tribune, face au chœur, l'orgue est considéré comme la pièce maitresse de l’église, qui compte également un beau jubé baroque de 1708 et des fonts baptismaux gothiques du XVIe siècle[7].
- La "Ferme du Château de Corroy-le-Grand" est une ancienne ferme-château fortifiée qui domine la vallée du Train (le principal ruisseau qui traverse le village) ; possession de Charles de Rolly, seigneur de Corroy en 1610 ; acquise par la famille de Dorlodot en 1854. Il y a une vaste cour carrée, ouverte par un porche colombier en brique sur base de grès; il reste un pan de mur en moellons d'enceinte médiévale à l'angle sud-ouest, et une tour ronde du Bas Moyen Âge percée de meurtrières et partiellement restaurée. Au sud du logis, se trouvent deux tours inégales et carrées du XVIIe siècle, comprenant un haut soubassement en moellons, souligné par un cordon profilé et deux niveaux en briques rayés de bandes de pierres blanches[réf. souhaitée].
- Le château de Vieusart construit par l'architecte Jean-Pierre Cluysenaar en 1864. Le château de Vieusart avec ses dépendances (école, chapelle, conciergerie) fut construit à partir de 1858 en style néomédiéval, en remplacement de l'ancien château, d'après les plans de Jean-Pierre Cluysenaar, architecte des Galeries royales Saint-Hubert à Bruxelles . L'aménagement du parc a considérablement modifié le relief primitif en exploitant les nombreux affluents du Pisselet qui alimentent les étangs[8].

## Personnalités
- Eugène-François de Dorlodot, né le 27 mars 1783 à Charleroi et mort le 18 avril 1869, est d'abord maître-verrier puis maître de forges à Acoz et homme politique belge, sénateur de 1850 à 1863. Il s’oriente vers une activité sidérurgique après son mariage, en 1819, avec la fille d’un important maître de forges d’Acoz. Engagé dans cet autre métier du feu où les progrès techniques sont considérables, Eugène de Dorlodot fait venir un technicien d’Angleterre, Thomas Bonehill, qui va moderniser les forges d’Acoz dès 1825, et leur procurer un développement considérable (quatre hauts-fourneaux et deux laminoirs au milieu du XIXe siècle). À la tête de «l’établissement sidérurgique le plus considérable de tous ceux possédés dans l’arrondissement de Charleroi par un particulier », l’entrepreneur subit la crise de 1840 de plein fouet et installe un nouvel outil près de Maubeuge, de l’autre côté de la frontière (laminoir de Bois-le-Tilleul). Parallèlement, le patron d’industrie s’est vu confier les rênes de la commune d’Acoz dès les premiers jours de l’indépendance belge, en 1830. Il passe la main en 1858, mais il conserve encore jusqu’en 1863, le mandat de sénateur qu’il avait conquis en 1850, en tant que représentant du parti catholique, pour l’arrondissement de Charleroi[9]. Il est le père de cinq enfants dont l'industriel et sénateur Eugène de Dorlodot, et Hortense de Dorlodot qui avec son mari Martial Leclercq fit en 1864 construire le château de Vieusart par l'architecte Jean-Pierre Cluysenaar
- Albert Doppagne est un philologue, linguiste et folkloriste belge né le 29 juin 1912 à Vierset-Barse et mort le 13 novembre 2003 à 91 ans, à Corroy-le-Grand [10]. Il enseigna à l'Université libre de Bruxelles et fut président de la section francophone de la Commission royale belge de folklore. Un prix littéraire portant son nom est attribué par la fondation Charles Plisnier. Ce prix récompense une étude ou un essai traitant de l'ethnologie, des traditions populaires, de la géographie humaine ou de la démographie et touchant à la Communauté française de Belgique.
- Luc Noël, journaliste spécialiste du jardinage et des questions environnementales.